# Xperia Z3 Tablet Compact

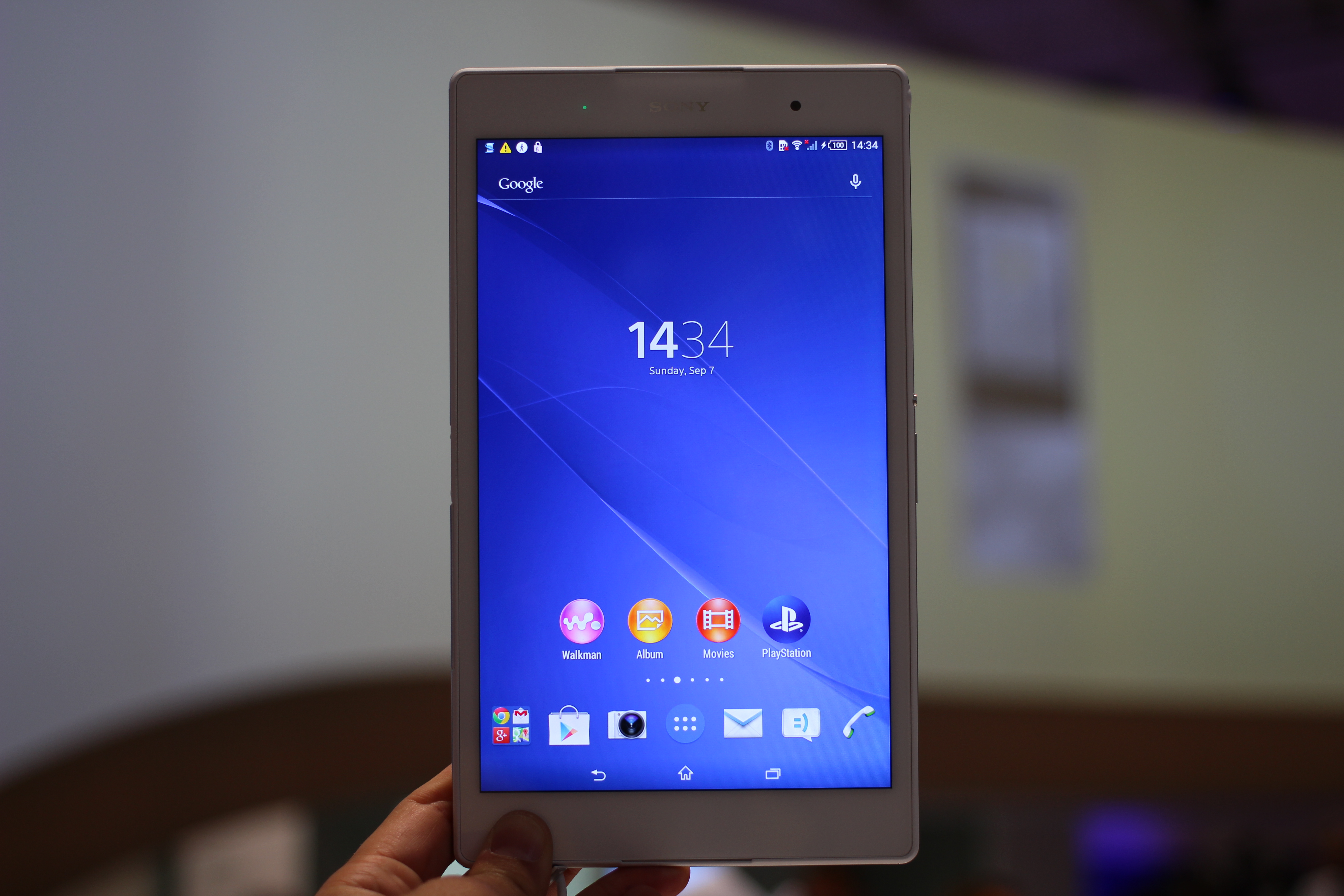

Xperia Z3 Tablet Compact（エクスペリア ゼットスリー タブレット コンパクト）は、ソニーによって開発された、Android搭載のタブレット型端末である。

## 概要
Xperia Z2 Tabletの小型モデルで、Xperia Tabletとしては初の8インチモデルとなる。日本国内向けとして、32GBモデル「SGP612JP/B・W」および16GBモデル「SGP611JP/B・W」がある。日本国内モデルはWi-Fi専用機だが、海外ではLTE対応モデルが販売されている。初期搭載OSはAndroid 4.4 （KitKat）

## 搭載アプリ
連絡先
メッセージ
Eメール
カレンダー
カメラ
FMラジオ
アラームと時計
電卓
ノート
リモコン
ブラウザ
ファイル転送
設定
取扱説明書
OfficeSuite
WALKMAN
アルバム
ムービ
Sonyselect
ニュースsocialie
playストア
ハングアウト
Gmail
Google+
フォト
Music Unlimited
Video Unlimited

## 歴史
- 2014年
  - 9月3日 - ドイツで開かれたIFA2014に先立つ記者会見で、2014年秋販売予定の製品として発表。
  - 10月1日 - ソニー及びソニーモバイルより日本市場モデルの公式発表[2]。
  - 11月7日 - 発売開始。

- アップデート・不具合など

2015年7月31日のアップデート (OSバージョンアップ)
- Android 5.1.1（Lollipop）にアップデートされる。
- ロック画面に表示される時計のデザインを3種類の中から選べるようになるが、ウィジェットが置けなくなる。
- 戻る、ホーム、タスクのアイコンが変更される。
- 設定アプリのアイコン及びレイアウトが変更される。
- 通知画面及び、クイック設定のレイアウトが変更され、クイック設定の移動可能なアイコンが最大4x4+設定1の17個から3x3の9個になる。
- 通知、タスクの全終了ボタンのアイコンが変更される。
- メール、カレンダーアプリのUIが変更される。
- 更新センターがシステムアップデート時を除き使用できなくなり、アプリはの更新はWhat's newアプリから行うようになる。
- USB経由でハイレゾ音源を再生する際4.4.4では設定を有効にしないと使用できなかったが、本バージョンからは接続時に自動的に有効になるようになった。
- 電卓アプリで計算結果のコピー&ペーストが出来なくなる。
- SensMe slideshowアプリが削除される。
- ビルド番号が23.4.A.0.570になる。

2015年10月7日のアップデート
- セキュリティ機能の改善

- ビルド番号が23.4.A.1.200になる。

2016年1月14日のアップデート
- セキュリティ機能の改善。
- その他の機能の向上。
- ビルド番号が23.4.A.3.6になる。

2016年5月11日のアップデート (OSバージョンアップ)
- Android 6.0.1（Marshmallow）にアップデートされる。
- STAMINAモード機能がAndroid標準の省電力機能に置き換わる。
- DUALSHOCK 3の非対応。
- ビルド番号が23.5.A.0.570になる。

2016年9月6日のアップデート
- STAMINAモードの再対応
- ビルド番号が23.5.A.1.291になる。